# Кантле
Кантле (фр. Canteleux) насеље је и општина у североисточној Француској у региону Север-Па д Кале, у департману Па де Кале која припада префектури Арас.
По подацима из 2011. године у општини је живело 16 становника, а густина насељености је износила 4,71 становника/km². Општина се простире на површини од 3,4 km². Налази се на средњој надморској висини од 147 метара (максималној 156 m, а минималној 95 m).

## Демографија
| 1962. | 1968. | 1975. | 1982. | 1990. | 1999. | 2011. |
| ----- | ----- | ----- | ----- | ----- | ----- | ----- |
| 23    | 27    | 25    | 17    | 18    | 17    | 16    |

График промене броја становника у току последњих година